# Зимние Паралимпийские игры 1976
Зимние Паралимпийские игры 1976 (швед. Paralympiska vinterspelen 1976) прошли в Эрншёльдсвике, Швеция. Это были первые Зимние Паралимпийские игры, правда официально назывались «I Зимние Олимпийские игры для инвалидов». Они проходили с 21 по 28 февраля. В них приняли участие 198 спортсменов с ампутированными конечностями и нарушением зрения из 16 разных стран. Всего была разыграна 141 медаль в 2 видах спорта — горнолыжный спорт и лыжные гонки. Кроме этого проходили ещё показательные выступления в хоккее на санях.

## Итоговый медальный зачёт
| Общее количество медалей |              |        |         |        |       |
| Место                    | Страна       | Золото | Серебро | Бронза | Всего |
| 1                        | ФРГ          | 10     | 12      | 6      | 28    |
| 2                        | Швейцария    | 10     | 1       | 1      | 12    |
| 3                        | Финляндия    | 8      | 7       | 7      | 22    |
| 4                        | Норвегия     | 7      | 3       | 2      | 12    |
| 5                        | Швеция       | 6      | 7       | 7      | 20    |
| 6                        | Австрия      | 5      | 16      | 14     | 35    |
| 7                        | Чехословакия | 3      | 0       | 0      | 3     |
| 8                        | Франция      | 2      | 0       | 3      | 5     |
| 9                        | Канада       | 2      | 0       | 2      | 4     |

## Виды спорта
В горнолыжном спорте было разыграно 72 медали, из них 28 золотых, 24 серебряных и 20 бронзовых. В лыжных гонках было разыграно 69 медалей, из них 25 золотых, 22 серебряных и 22 бронзовых.

## Участники

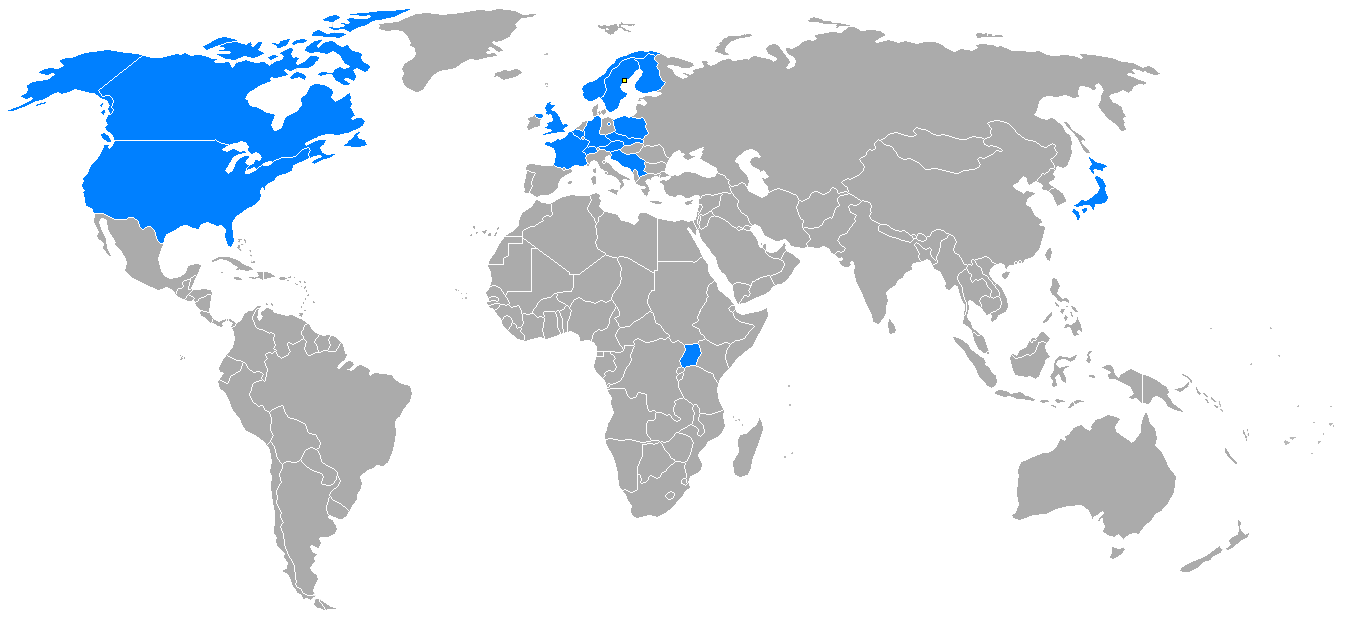
Синим показаны страны, участвовавшие в играх. Жёлтая точка - город Эрншёльдсвик

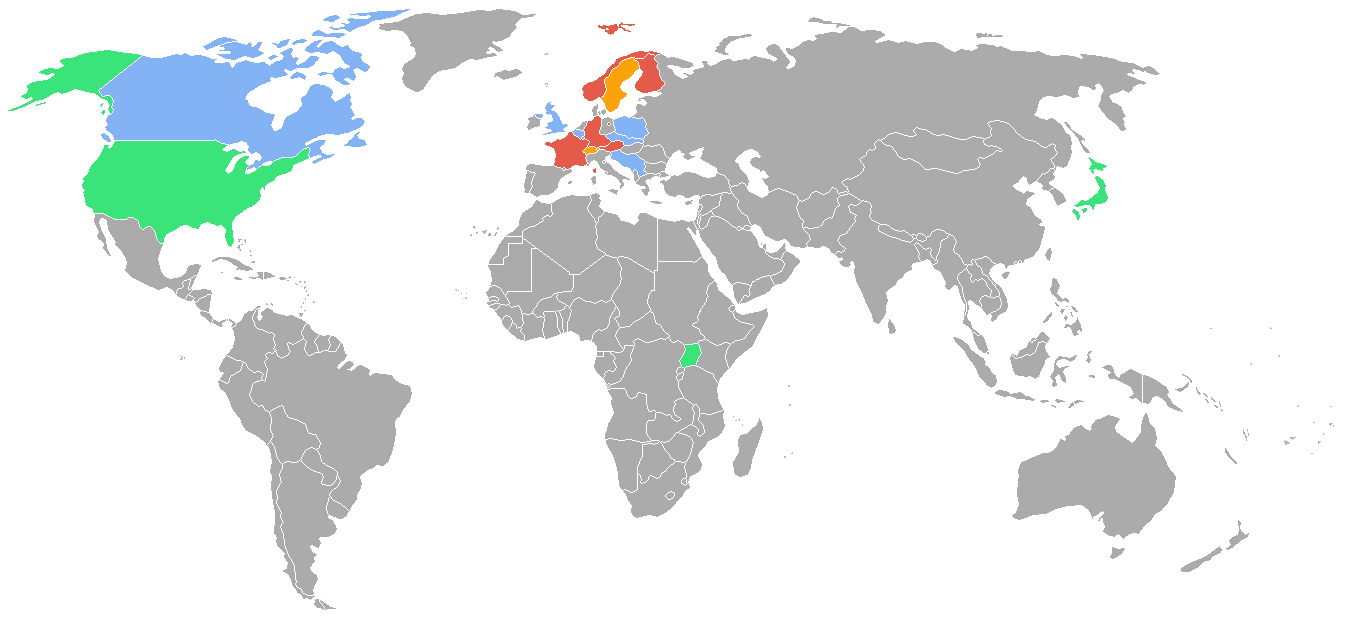
Участвующие страны:
— зелёный: менее 5 атлетов;
— голубой: 5-9 атлетов;
— оранжевый: 10-19 атлетов;
— красный: более 19 атлетов.

| - Австрия (24) - Бельгия (5) - Великобритания (6) - Канада (6) - Норвегия (23) - Польша (7) - США (1) - Уганда (1) | - ФРГ (32) - Финляндия (26) - Франция (21) - Чехословакия (5) - Швейцария (15) - Швеция (16) - Югославия (9) - Япония (1) |